# Verfahrensmechaniker Transportbeton

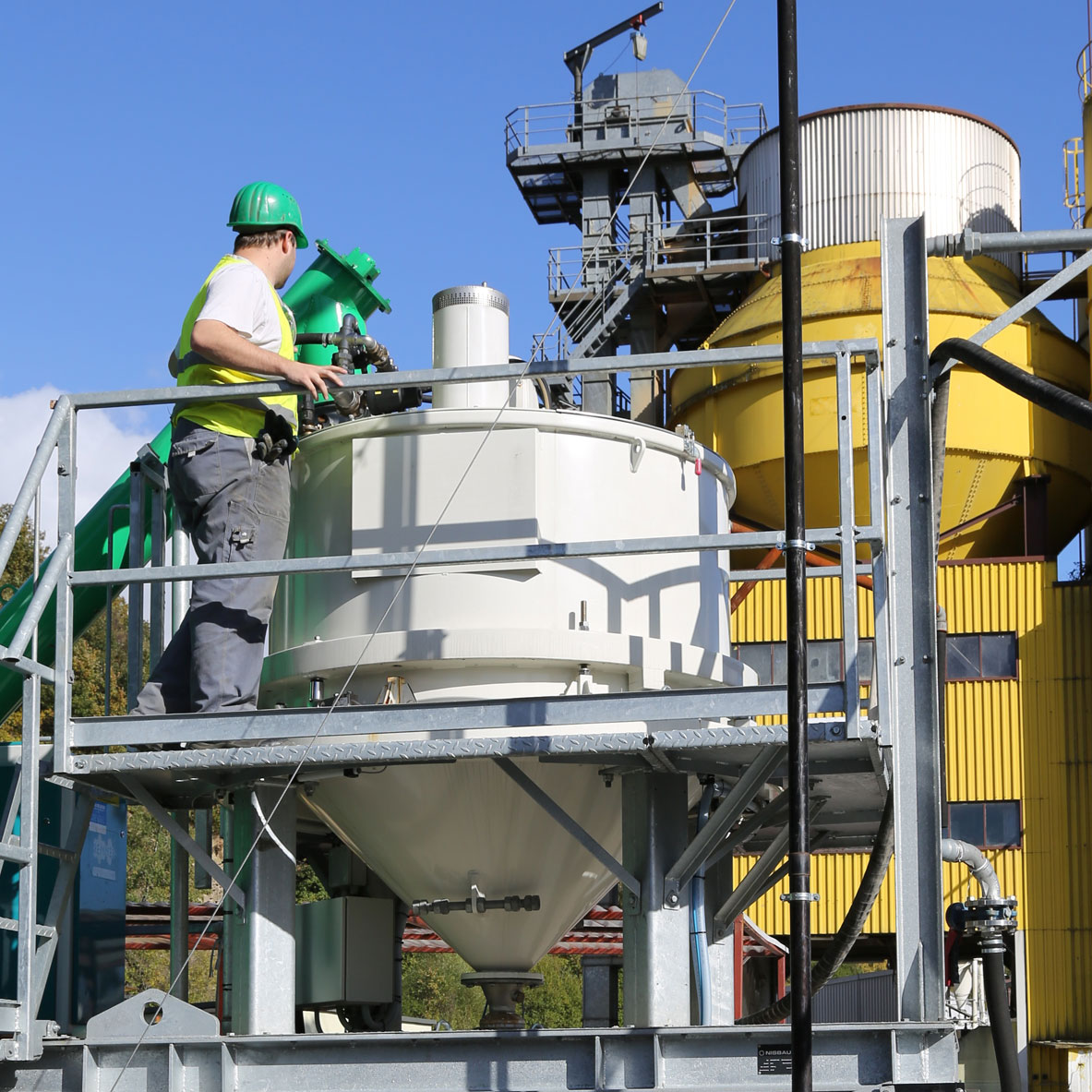
Verfahrensmechaniker Transportbeton bei Wartungsarbeiten in einem Transportbetonwerk

Der Verfahrensmechaniker Transportbeton ist eine von mehreren fachlichen Ausrichtungen innerhalb des Berufsbildes „Verfahrensmechaniker in der Steine- und Erdenindustrie“. Es ist ein anerkannter Ausbildungsberuf nach dem Berufsbildungsgesetz.

## Berufsbild
Verfahrensmechaniker der Fachrichtung Transportbeton arbeiten hauptsächlich in Betonwerken. Dort bedienen, überwachen und warten sie die weitestgehend computergesteuerten Produktionsanlagen zur Herstellung von Transportbeton und sorgen dafür, dass der fertig gemischte Baustoff termingenau zur Baustelle transportiert werden kann. Darüber hinaus können Verfahrensmechaniker der Fachrichtung Transportbeton auch in Unternehmen des Beton- und Stahlbetonbaus oder in Wiederaufbereitungsanlagen von Restbeton tätig sein.

## Aufgaben
Verfahrensmechaniker der Fachrichtung Transportbeton arbeiten in den Aufgabenbereichen Produktion, Qualitätssicherung und Wartung bzw. Instandhaltung.
Für die Herstellung verschiedener Transportbetonsorten müssen die Anteile der einzelnen Komponenten einer Betonrezeptur exakt berechnet und abgewogen werden. Verfahrensmechaniker disponieren, berechnen und wiegen die Ausgangsstoffe (Kies, Sand, Wasser, das Bindemittel Zement und ggf. weitere Zusatzmittel) und starten die automatisch gesteuerten Mischanlagen. Sie kontrollieren die Förder-, Wäge- und Mischeinrichtungen und führen Betonprüfungen zur Qualitätssicherung durch. An Leitständen überwachen sie die Produktion. Zu den Aufgaben der Verfahrensmechaniker Fachrichtung Transportbeton gehört es auch, Lieferzeiten mit den Baustellen abzustimmen und die Spezialmischfahrzeuge arbeitstäglich einzuteilen. Außerdem reinigen sie die Anlagenteile von Anbackungen, warten die Maschinenanlage und tauschen ggf. defekte Anlagenteile aus.
Während dieser Tätigkeiten wechselt der Arbeitsplatz der Verfahrensmechaniker zwischen der Mischanlage in der Werkhalle, dem meist im Freien liegenden Rohmateriallager und dem Computerarbeitsplatz im Büro.

## Ausbildung
Verfahrensmechaniker in der Steine- und Erdenindustrie, Fachrichtung Transportbeton ist ein anerkannter Ausbildungsberuf nach dem Berufsbildungsgesetz (BBiG). Die duale Ausbildung dauert 3 Jahre und erfolgt in den Ausbildungsbetrieben, d. h. den Betonwerken, und in der Berufsschule. Die Ausbildung in den Berufsschulen beinhaltet sowohl praktische wie theoretische Lehrinhalte in Unterrichtsblöcken von etwa drei oder vier Wochen. Für die Ausbildung ist nach dem BBiG kein bestimmter Schulabschluss vorgeschrieben.

## Weiterbildungsmöglichkeiten
Verfahrensmechaniker Transportbeton können sich zum Leiter des Betonwerkes oder im Bereich Disposition weiterqualifizieren, in dem sie eine Prüfung als Industriemeister ("Aufbereitungs- und Verfahrenstechnik") ablegen oder sich zu Techniker der Fachrichtung Maschinentechnik mit dem Schwerpunkt Verfahrenstechnik weiterbilden. Sie können sich auch durch Lehrgänge mit fachspezifischer Qualifizierung wie zum Beispiel zum Betonprüfer oder eine erweiterte betontechnologische Ausbildung nach DIN 1045 (E-Schein) zum Spezialisten im Transportbetonwerk fortbilden. In Zusammenarbeit mit Fachverbänden der Steine- und Erdenindustrie, den Eckert-Schulen und der IHK-Regensburg können Verfahrensmechaniker Transportbeton die Meisterausbildung „Industriemeister Aufbereitungs- und Verfahrenstechnik IHK (m/w)“ ablegen. Diese qualifiziert neben anderen Fachrichtungen auch Verfahrensmechaniker/-innen der Fachrichtung Transportbeton zum Meister. Mit einer Hochschulzugangsberechtigung können Verfahrensmechaniker Transportbeton beispielsweise einen Bachelorabschluss im Studienfach Baustoffingenieurwissenschaft oder Werkstoffwissenschaft und -technik erwerben.